# Mário Pečalka
Mário Pečalka, někdy nesprávně uváděný jako Mário Pečálka (* 28. prosince 1980, Rudina) je bývalý slovenský fotbalový obránce, který naposledy působil ve slovenském klubu ŠK Slovan Bratislava (do května 2013), kde byl na hostování z izraelského klubu Hapoel Tel Aviv.

## Klubová kariéra
Během své kariéry působil v klubech FK Mutěnice, TJ Slovan Rudinská, ŠK Slovan Bratislava, FK Inter Bratislava, MŠK Žilina, Lučenec a Hapoel Tel Aviv.
V květnu 2013 ukončil profesionální fotbalovou kariéru kvůli přetrvávajícím zdravotním problémům se zády.

## Reprezentační kariéra
Mário byl členem slovenské seniorské reprezentace v letech 2009–2011, odehrál za ni 3 zápasy, gól nevstřelil. Debutoval 10. února 2009 v přátelském zápase na turnaji Cyprus Tournament 2009 s Ukrajinou. Slovensko prohrálo 2:3.
Byl v širším okruhu hráčů pro Mistrovství světa 2010 v Jihoafrické republice, ale trenér Vladimír Weiss jej nakonec do závěrečné nominace na šampionát nezařadil.

### Reprezentační zápasy
Zápasy Mária Pečalky v A-týmu Slovenska
| Zápas  | Datum         | Stadion                       | Domácí      | Výsledek | Hosté     | Soutěž                   | Minuty | Góly | Ref.        |
| ------ | ------------- | ----------------------------- | ----------- | -------- | --------- | ------------------------ | ------ | ---- | ----------- |
| 1      | 10. únor 2009 | Limassol, Kypr                | Slovensko   | 2 : 3    | Ukrajina  | Cyprus Tournament 2009   | 58'    | 0    | [ 2 ]       |
| 2      | 7. září 2010  | Stadion Lokomotivu, Moskva    | Rusko       | 0 : 1    | Slovensko | Kvalifikace na Euro 2012 | 2'     | 0    | [ 4 ] [ 5 ] |
| 3      | 9. únor 2011  | Stade Josy Barthel, Lucemburk | Lucembursko | 2 : 1    | Slovensko | Přátelské utkání         | 90'+   | 0    | [ 6 ]       |
| Celkem |               |                               |             |          |           | 3 zápasy                 | 150'+  | 0    |             |